# Szczyt NATO w Stambule 2004
Szczyt NATO w Stambule w 2004 – 20. szczyt NATO, zorganizowany w Stambule w Turcji w dniach 28–29 czerwca 2004.
Na szczycie powitano nowych członków Paktu, siedem państw Europy Środkowej, które w marcu 2004 przystąpiły do Sojuszu. NATO zdecydowało na nim o zwiększeniu swojej obecności w Afganistanie, zakończeniu misji w Bośni i Hercegowinie oraz o rozpoczęciu pomocy szkoleniowej dla Iraku. Był to pierwszy szczyt NATO, po rozpoczęciu w marcu 2003 wojny w Iraku.
Oprócz spotkania Rady Północnoatlantyckiej (NAC), odbyło się spotkanie Rady NATO-Rosja, Komisji NATO-Ukraina oraz posiedzenie Rady Partnerstwa Północnoatlantyckiego (EAPC).

## Rezultat szczytu (NAC)

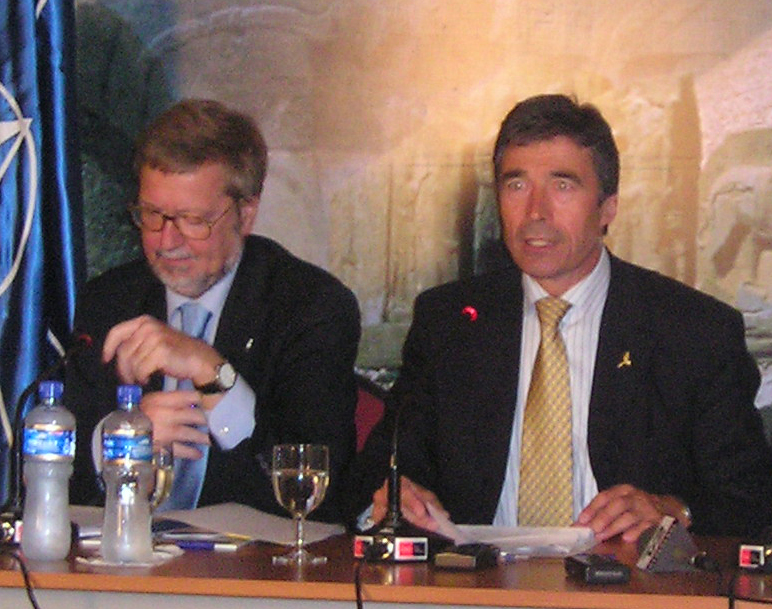
Duński minister spraw zagranicznych Per Stig Møller (z lewej) oraz premier Danii Anders Fogh Rasmussen (z prawej) w czasie szczytu.

Na posiedzeniu Rady Północnoatlantyckiej (NAC) 28 czerwca 2004 szefowie państw i rządów państw członkowskich NATO przyjęli "Deklarację Stambulską" oraz wydali "Komunikat Szczytu w Stambule". Do głównych postanowień tych dokumentów należało:
- wzmocnienie misji ISAF w Afganistanie, przejęcie przez Sojusz dowodzenia w czterech prowincjach kraju oraz wzrost liczby wojsk w celu zabezpieczenia afgańskich wyborów prezydenckich
- zakończenie misji SFOR w Bosni i Hercegowinie (zastąpiła ją misja UE – EUFOR Althea)
- kontynuacja misji KFOR w Kosowie
- wzmocnienie misji Active Endeavour na Morzu Śródziemnym
- pomoc rządowi Iraku w szkoleniu sił bezpieczeństwa
- potwierdzenie zasady „otwartych drzwi” dla „europejskich demokracji”, zachęcenie Albanii, Chorwacji i Macedonii do kontynuowania reform, niezbędnych do uzyskania członkostwa w Sojuszu
- wzmocnienie Dialogu Śródziemnomorskiego, poprzez współpracę z Szerszym Bliskim Wschodem w ramach uruchomionej Istambulskiej Inicjatywy Współpracy (Istanbul Cooperation Initiative)[3]

Rada Północnoatlantycka przyjęła również "Oświadczenie w sprawie Iraku", w którym:
- poparła rezolucję nr 1546 Rady Bezpieczeństwa ONZ (popierała ona przekazanie władzy w Iraku Tymczasowemu Rządowi Irackiemu)
- deklarowała „pełne poparcie dla niepodległości suwerenności, jedności i integralności terytorialnej Iraku”
- wsparła Polskę w kierowaniu wielonarodową dywizją w środkowo-południowym Iraku
- potwierdziła wsparcie rządu Iraku w szkoleniu jego sił bezpieczeństwa.

## Spotkanie Rady NATO-Rosja
28 czerwca 2004 odbyło się spotkanie Rady NATO-Rosja. Stosunki między NATO a Rosją były w tamtym okresie szczególnie napięte z powodu niezadowolenia Rosji z przyjęcia do Sojuszu trzech republik bałtyckich, wchodzących dawniej w skład ZSRR. Dodatkowo Rosja nie wypełniła swoich zobowiązań, jakie zaciągnęła podczas szczytu OBWE w Stambule w 1999 i nie wycofała swoich wojsk z Gruzji i Mołdawii.
W rezultacie wzajemnych napięć, na szczyt do Stambułu nie przybył prezydent Władimir Putin. Rosję reprezentował minister spraw zagranicznych Siergiej Ławrow. W czasie szczytu Rosja pozostała przy swoim stanowisku i nie złożyła żadnego zobowiązania w sprawie wycofania swoich wojsk.

## Spotkanie Komisji NATO-Ukraina

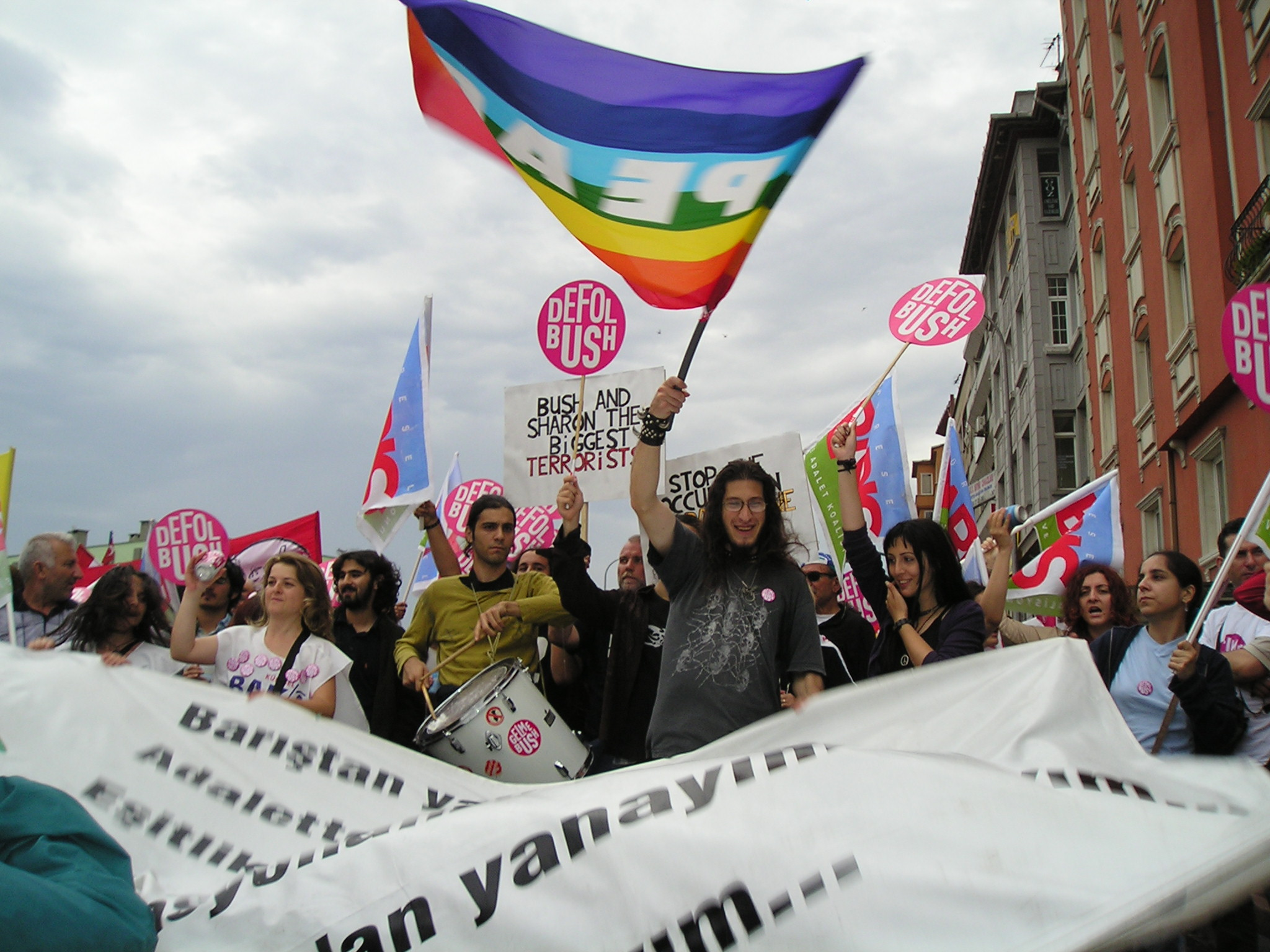
Demonstracje w czasie szczytu w Stambule. Ich głównym powodem był sprzeciw wobec Wojnie w Iraku.

29 czerwca 2004 w Stambule doszło do spotkania Komisji NATO-Ukraina. Ukrainę reprezentował prezydent Łeonid Kuczma.
Szefowie państw i rządów NATO powtórzyli zasadę polityki „otwartych drzwi” i podkreślili strategiczny charakter stosunków NATO – Ukraina. Wezwali Ukrainę do wdrażania reform politycznych, ekonomicznych, wojskowych i obronnych. Docenili również wkład Ukrainy w misje wojskowe NATO w Kosowie, Afganistanie i wsparcie misji Active Endeavour na Morzu Śródziemnym.